# Kerben (Technik)
Als Kerben ist ein Fertigungsverfahren aus der Gruppe des Eindrückens. Dabei wird ein keilförmiges Werkzeug (Kerbstempel) in die Oberfläche des Werkstückes hineingedrückt, sodass eine Kerbe entsteht. Das Werkzeug bewegt sich dabei geradlinig in die Werkstückoberfläche hinein, ein Gleiten über die Oberfläche hinweg findet nicht statt. Die Kerbstempel müssen sowohl sehr hart sein, um in den Werkstoff eindringen zu können, andererseits auch eine hohe Festigkeit aufweisen, um nicht zu brechen. Genutzt wird häufig vergüteter Kaltarbeitsstahl (Werkzeugstahl).

## Verwendung
Eine besondere Verwendung hat das Kerben in der Werkstoffprüfung beim Ermitteln der Zähigkeit oder Sprödigkeit (physikalisches Energieabsorptionsvermögen) eines Werkstoffes beim sogenannten Kerbschlagbiegeversuch.
Ansonsten wird es zum Feilenhauen genutzt: Die Schneiden der Feilen werden durch Kerben hergestellt.